# Rayite
La rayite è un minerale.